# Szabolcsbáka
Szabolcsbáka je obec v Maďarsku v župě Szabolcs-Szatmár-Bereg v okrese Kisvárda.
Má rozlohu 1984 ha a v roce 2015 zde žilo 1162 obyvatel.

## Památky
Ve vesnici se v blízkosti kostela nachází samostatně stojící dřevěná zvonice postavená v roce 1770. Zvonice má sloupovo-rámovou konstrukci zakončenou jehlanovou střechou, která je v nárožích ozdobená malými stejnými věžičkami. Stěny věže jsou bedněny šindelem.